# Keddric Mays
 Keddric Mays  (ur. 17 września 1984 w Houston) – amerykański koszykarz występujący na pozycji rozgrywającego.
W sezonie 2009/2010 występował w Zniczu Jarosław. W trakcie 29 spotkań notował średnio 19,1 punktu, 3,8 asysty, 3,4 zbiórki i 2 przechwyty na mecz.

## Osiągnięcia
Stan na 29 grudnia 2019, na podstawie, o ile nie zaznaczono inaczej.
NCAA
- Zaliczony do:
  - II składu turnieju SoCon (2006)
  - III składu SoCon (2007)

Drużynowe
- Wicemistrz II ligi włoskiej (2014)

Indywidualne
- Uczestnik meczu gwiazd PLK (2010)